# 카살란구이다
카살란구이다(이탈리아어: Casalanguida)는 이탈리아 아브루초주 키에티도에 있는 코무네이다.